# Катеринівка (Кривий Ріг)
Катеринівка (Деконька) — історична місцевість в Саксаганському районі Кривого Рогу.

## Історія розвитку

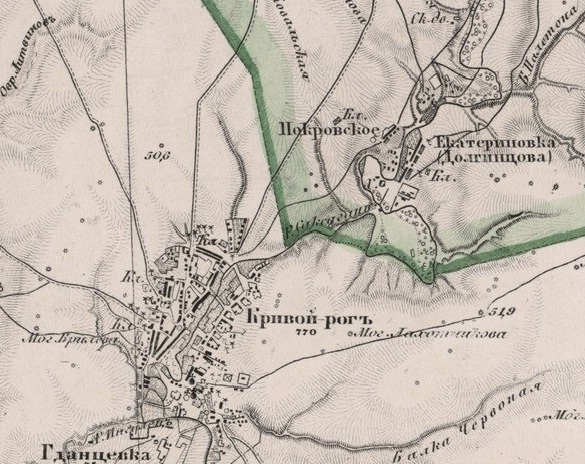
Село Катеринівка побудоване генералом Довгинцевим. Зелена лінія — межа між Херсонською (нижче від лінії) та Катеринославською (вище від лінії) губерніями.

Виникло на початку XIX століття. Імператор Олександр І надав тут землі в розпорядження генерала Долгінцова, який побудував с. Катеринівка. Станом на 1859 рік тут нараховувалось 64 двори й проживало 437 осіб. Село відносилось до Верхньодніпровського повіту Катеринославської губернії.
На кінець XIX — початок XX століття населення села становило 595 осіб. Поблизу села розташовувалась садиба поміщиці Деконської.

## Сучасність
На сьогодні є частиною житлового масиву ім. Артема. Забудова представлена приватним сектором.